# تشارلز فيليب أوبري
تشارلز فيليب أوبري (بالفرنسية: Charles Philippe Aubry)‏ هو جندي فرنسي، ولد في 1720 في فرنسا، وتوفي في 4 فبراير 1770.